# Авари

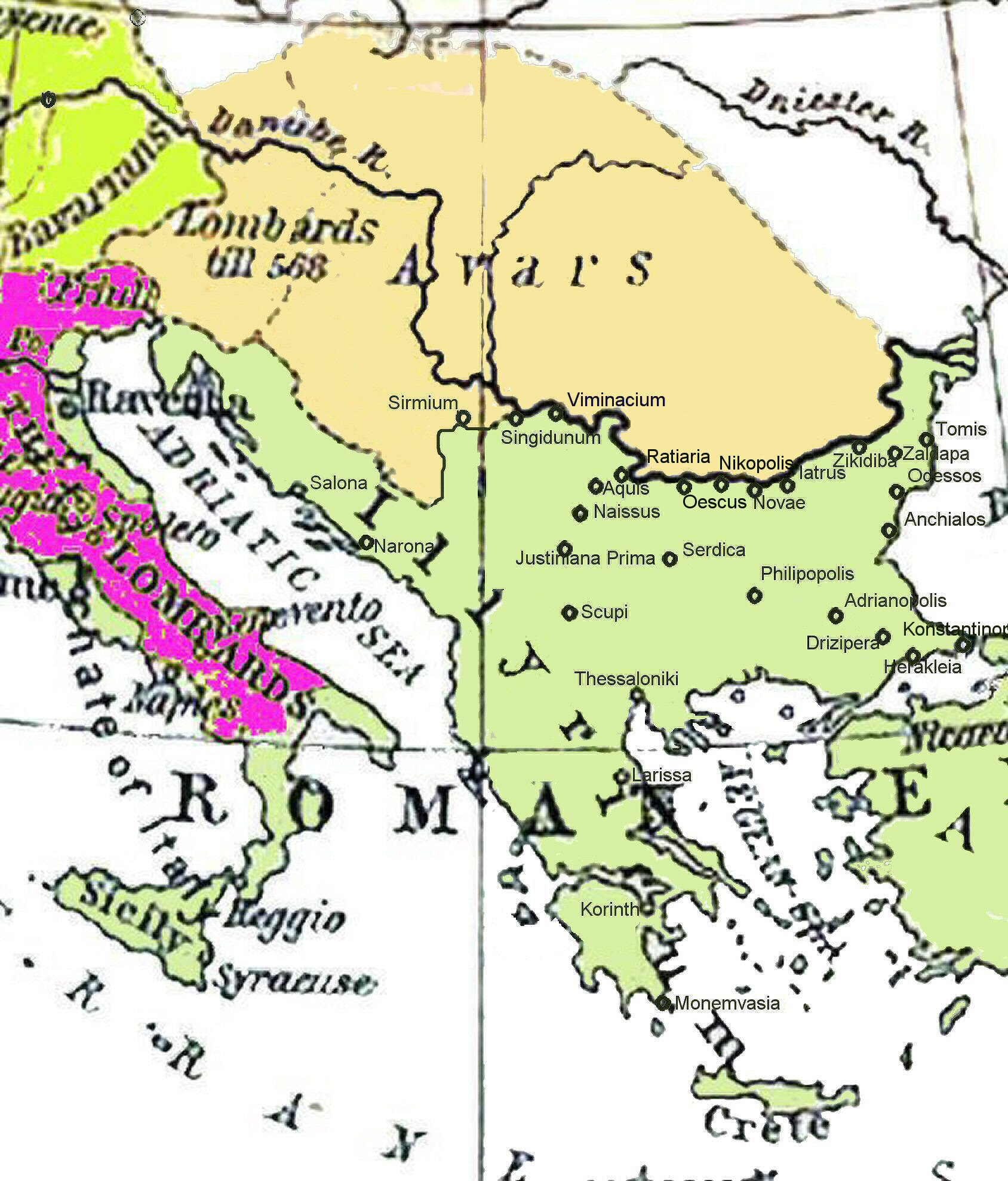
Положення на карті

Ава́ри (грец. Άβαροι, Ουαρχωννιται; лат. Avari) — група тюркських (огурських) і створений ними великий племінний союз. Частина племен після численних походів і підкорення кількох слов'янських племен створила Аварський каганат на теренах Північного Причорномор'я.

## Перші згадки
Уперше авари згадуються у давньогрецьких авторів V—VI століття — Пріска Панійського в описі посольства до гунів, Феофілакта Сімокатти, Менандра Протектора, Іоанна Ефеського, в хроніці Фредегара, «Картліс Цховребе» та інших.

## Політична історія
Авари вперше з'явилися на території сучасної України у 558 році, напавши на населення Приазов'я. Того ж року до Візантії прибуло перше посольство аварів на чолі з Кандіхом. Вони пропонували Візантії військовий союз і просили землі для поселення. Візантія скористалася аварами для боротьби з чорноморськими племенами (савірами).
Наприкінці 558 — на початку 560-х аварські орди в спілці з кутригурами спустошили землі антів. Під час цих подій, імовірно, загинув Мезамир, син Ідаризія і брат Келагаста, відряджений до кагана аварів як посол.
Після 565 року авари розпочали грабіжницькі походи в Центральну Європу. В 567 в спілці з лангобардами розбили племена гепідів і захопили їхні землі в колишній римській провінції Паннонії (басейн середньої течії Дунаю та його приток Сави і Драви). На цій території після численних походів і підкорення кількох слов'янських племен заснували у 560-х роках Аварський каганат — племінне об'єднання типу «варварських імперій».

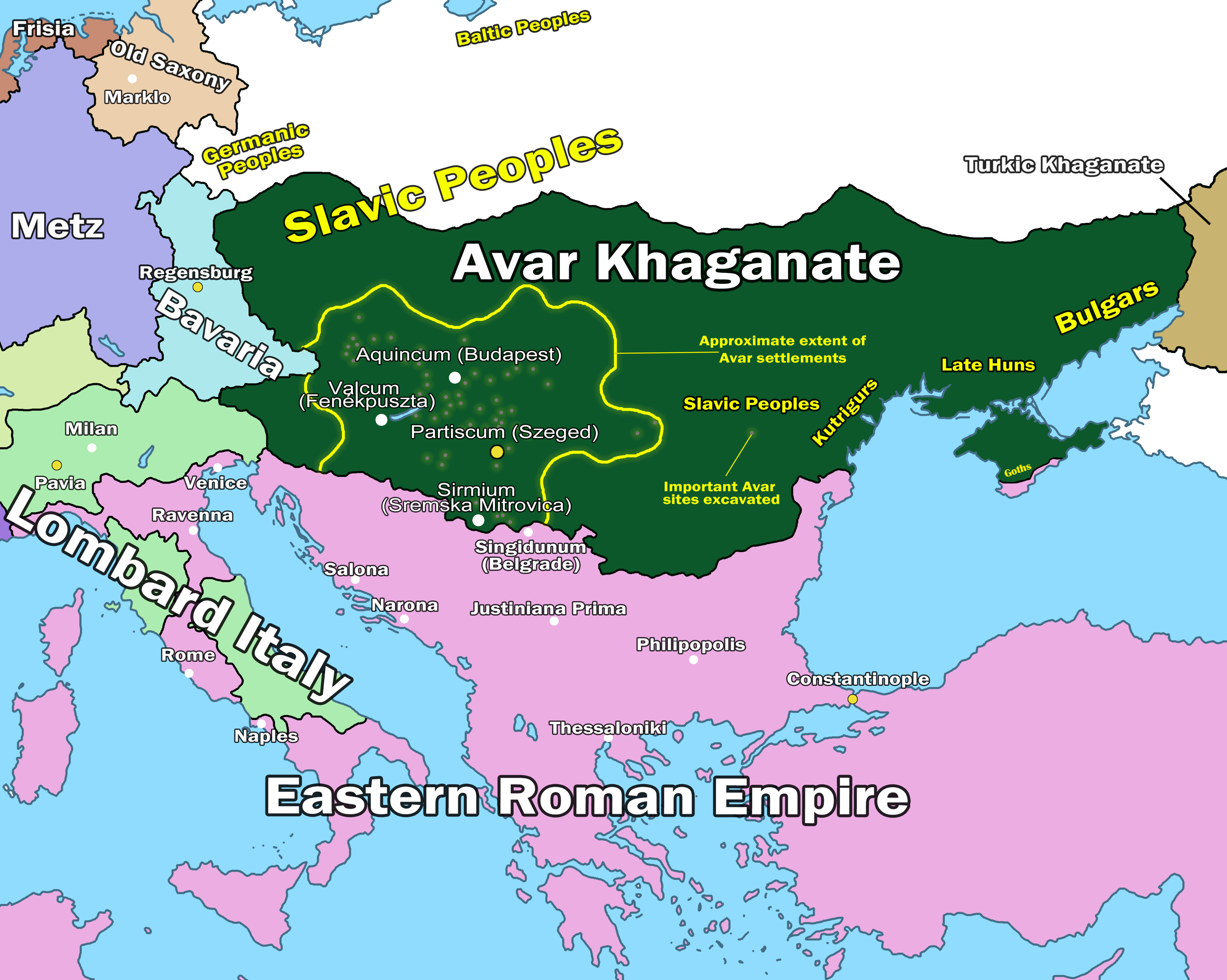
Аварський каганат, 602 р.

Очолив державу видатний полководець хан Баян. Після нього правив каган Баян II. Паннонія стала центром каганату, де була збудована система «хрінгів» — фортець, які складалися з концентричних кіл укріплень. Точних та постійних кордонів каганат не мав. З Паннонії авари постійно нападали на слов'ян, франків, лангобардів та інші племена, а також на Візантію.
З 570-х років авари почали систематичні вторгнення у Візантію, завдали їй ряд поразок та змусили платити данину, яка після спустошливого набігу на Далмацію та Іллірію в 583 році досягла 120 тисяч солідів (за Феофаном). В 587 році Баян спустошив Мезію, зруйнував Доростол (Силистрія), Сінгідун (на Дунаї), Маркіанополь (на західному узбережжі Чорного моря). Значні вторгнення аварів на Балкани відбувалися в 592, 598 та в наступні роки.
За кременецькою легендою про дівчину Ірву, авари штурмували місцеву фортецю, яку обороняли дуліби.

## Економіка
Основним заняттям аварів було екстенсивне кочове відгонне скотарство. Економічно вони залежали від підкорених ними землеробських народів.

## Занепад
Внутрішня слабкість та повстання підкорених племен зумовили занепад військової могутності аварів. У 626 році головні сили аварів було вщент розбито під Константинополем.
Велике повстання слов'янських племен на чолі з Само, активні дії франків проти аварів, а також внутрішні усобиці призвели до розпаду каганату.
У VII столітті авари були витіснені з Північного Причорномор'я, а влада над їх основною територією — Паннонією — була обмежена створенням в 680 році Булгарського царства.
У 790-х роках були розгромлені франками (в 796 були захоплені найважливіші хрінги), а на початку IX століття аварська держава остаточно занепала під ударами Першого Болгарського царства. Частина аварських племен відкочувала на схід, і про них більше в літописах згадки немає, інші були повністю асимільовані народами Західного Причорномор'я та Подунав'я.

## Антропологічний тип
Цікавими виявилися результати остеологічного аналізу (дослідження кістяків) аварських поховань. Якщо в багатих похованнях знаходяться залишки людей типово монголоїдного типу, то в простих похованнях монголоїдні риси ледь простежуються, а часто й зовсім відсутні. Ці дані свідчать про те, що знать аварів була замкненою кастою, яка зберегла «чистоту крові» предків, в той час, як пересічні авари змішувалися з іншими народами. Тому не дивно, що після втрати державності «азіати» авари швидко розчинилися серед народів Європи.

## Археологічні знахідки
Археологічні знахідки аварів представлені на території Угорщини перш за все похованнями воїнів з конем та зброєю. Цікавими є знахідки саме в аварських похованнях найдавніших слабко вигнутих шабель та залізних стремен. Також в похованнях знайдено численні прикраси, особливо накладні бляхи та хвостовики (кінчики) ременів з геометричним рослинним та зооморфним візерунком.